# 后埠街道
后埠街街道，是中华人民共和国江西省萍乡市安源区下辖的一个乡镇级行政单位。

## 行政区划
后埠街街道下辖以下地区：
朝阳社区、九龙社区、勤俭社区、城北社区、马煌桥社区、北站社区、后村社区、枫树湾社区、五里井社区、柑子园社区、金典社区和锦绣社区。